# 松すみれ
松 すみれ（まつ すみれ、1989年12月12日 - ）は、日本の黒ギャルの女優、タレント、モデル。元黒ギャル系AV女優。サンライズエージェンシー所属。現在は、ショップ経営、youtube、TikTok、インスタにて活動中。

## 人物・略歴
北海道出身。趣味・特技として書道、ピアノ、カラオケや歌、歴史考察、旅行、スキューバダイビング。95cm・Iカップの爆乳ながら58cmのウエストというプロポーションが特徴。
2009年9月にAVデビュー。当初は人妻系作品への出演が主だったが、後に黒ギャル系女優として活動を始めた事で人気を確実のものとした。また、中出し作品にも数多く出演している。
2014年4月26日、AV女優引退。引退後は映画女優として成人映画への出演。また黒ギャルタレントとして音楽イベントのDJ(BRW108)やコスプレイベントへのゲスト出演、モデル活動など多岐に渡る。

## 出演作品

### 成人映画
- 巨乳未亡人 お願い!許して・・・（2014年5月2日）主演

### アダルトビデオ
2009年
- Bon! Que! Born! 95cmI-cupとありえないクビレ 気持ち良過ぎてお漏らしデビュー! （9月1日、MOODYZ） ※デビュー作
- 女子大生の頭の中はSEXでイッパイ （10月1日、MOODYZ）
- 爆乳お漏らし羞恥SEX （11月1日、MOODYZ）

2010年
- 初ぶっかけ初ごっくん（2月13日、MOODYZ）
- スキだらけのボインにイタズラ三昧（3月13日、MOODYZ）
- 初パイパン鬼イカセ失禁失神FUCK（4月13日、MOODYZ）
- 真性中出し（5月13日、MOODYZ）
- 射精後の男のチ●コをイジクリまくってチン潮激発射（6月1日、V（ヴィ））
- ボイン大好きしょう太くんのHなイタズラ（6月3日、グローリークエスト）
- 魔が刺した貞淑な巨乳若妻が堕ちるまで…（6月10日、ヒビノ）
- 女のカラダはエネルギッシュな腰使いで選ぶ。（6月13日、E-BODY）
- 超巨乳看護婦がイクッ!!（6月24日、SODクリエイト）
- 人妻中出し哀願 ［其ノ二十］（6月25日、青空ソフト）
- 隣のお姉さんを犯したあの日…4（7月7日、アタッカーズ）
- 超美巨乳王様ゲーム（7月8日、SODクリエイト）
- マジックミラー号 逆ナンパ 奇跡のボディ 横浜みなとみらい編（7月8日、ディープス）
- WORKING WOMAN’S HIP 02（7月9日、青空ソフト）
- SM乳肉プリンセス 3（7月17日、アヴァ）
- 人妻の溢れるおっぱい（7月19日、YeLLOW）
- Fetishist 02 巨乳乱舞（7月19日、V.O.C）
- 松すみれのソープしちゃうぞ（7月23日、クリスタル映像）
- 私、ちっちゃな頃からあだ名が「くびれちゃん」です。（7月23日、BALTAN）
- ケツアクメ!つかみたくなるプリン（8月1日、V（ヴィ））
- 大きなオッパイのお姉さんに甘えたい♪♪ ペチャパイ美少女が憧れのデカパイお姉さんと初めてのレズ（8月5日、LADY×LADY）
- 働くオンナ、そのまんまお貸しします。 6（8月6日、ラストラス）
- Gスポット地獄 4（8月12日、アヴァ）
- 松すみれ お貸しします。（8月27日、クリスタル映像）
- エロいカラダの人妻 松すみれ（8月27日、H2 PROJECT）
- 卑猥なHカップ（8月28日、HMJM）
- M乳嬲り3（9月1日、中嶋興業）
- 完全なる密室調教 義兄に飼育された美嫁（9月7日、マドンナ）
- 団地妻の憂い 第二十五章（9月23日 アイエナジー）
- レズ奴隷 VOL.2 愛憎玩具・奪われる美人女医の誇り（9月23日 ディープス）
- ポルチオエンドルフィン（9月24日、クリスタル映像）
- 人妻の悲劇（9月24日、Nadeshiko）
- ZENTAI 全身タイツ de 尻コキ（10月1日、ヤブサメ）
- 着衣してても爆乳っぷりがスゴ過ぎる女 2（10月21日、グローリークエスト）
- 美女に乳首を弄られて舐められてディープキスされると震えるほど興奮します。（10月21日、グローリークエスト）
- おいしいボイン妻 2（10月22日、Nadeshiko）
- Boin「松すみれ」Box（11月1日、ABC/妄想族）
- 幻母 二人の息子に弄ばれる母の完璧な肉体（11月1日、VENUS）
- 会社では言えない桃尻OLの事情（11月13日、オーロラプロジェクト・アネックス）
- 優しいママの家庭内性教育2（11月18日、アイエナジー）
- 巨乳混浴コンパニオン ～お一人様に爆乳コンパニオン2名付きで3POK！飲んでさわって絶対ヤレるハーレム温泉～（11月18日、ROCKET）
- 禁断介護 ～義父老人との互いに激しく求め合う接吻で興奮して絶頂する巨乳嫁～（12月16日 グローリークエスト）
- 名作ロリ劇場 ギャルとおじん （11月25日、jump-av）
- 口腔マニアックス ～口の中が好き～（12月23日、KEU）
- 夫の前で…人妻OL（Iカップ）が羞恥の決断!素っ裸の温泉接待!!!（12月23日、サディスティックヴィレッジ）
- あのスケベな巨乳お姉さんは、アイツの会社の秘書らしい。26（12月24日、WEEKENDER）

2011年
- いとこの巨乳お姉さんと行った夏休み鬼怒川温泉旅行（1月6日、GLORY QUEST）
- 黒人巨大マラ VS 松すみれ 中出し悶絶レインボーFUCK（1月10日、BLACK KNIFE）
- Vanilla Body（1月14日、UP'S）「すみれ」名義
- 爆乳クビレちゃん VS デカチン筋肉マン（1月15日、So）
- RADIX48 おしっこ祭り（1月20日、レイデックス）
- 葛西で見つけた美尻人妻（1月28日、美尻愛好）
- 彼女の妹はギャル!!誰もが羨む巨乳美人の彼女がいる僕なのに、その妹が超可愛いギャルだったので「お姉ちゃんには内緒だよ……」とこっそり誘ったらヤレた!!（2月5日、GARCON）
- 背徳白目剥きトリップ 清純シスター強姦ドラッグレイプ（2月10日、GME）
- 好色爆乳ギャル（2月25日、THE WORLD）
- いま、ナマイキ言ったのは、このクチか？ ドM美女奴隷・強制フェラ一撃顔射（3月15日、WAAP）
- チンポコ・マグニチュード ボッキ・チンポコ 男だって潮吹きアクメ（3月19日、Dogma）
- SINGLE BEST 21（4月1日、NIRVANA）個人総集編
- 近親相姦 親父の目の前で…（4月1日、ヴィーナス）
- 肉食ドMレディ（4月5日、DT）
- 巨乳ギャルのベロベロちゅうちゅう（4月7日、GLORY QUEST）
- 拘束路線バス（4月7日、ATOM）
- 巨乳客室清掃員の淫行日記（4月8日、KMP）
- ロリッ娘☆お姉ちゃんは爆乳!? 1（4月15日、K-Tribe）
- 姉さんは好きですか?特別編 プレミアおなら（4月20日、neo）
- E-BOIN 3D 爆乳 I-CUP（5月15日、3D MASTERS）microSD版（2012年9月20日）
- 湯けむり近親相姦 母子入浴交尾（5月19日、ヴィーナス）
- ママのリアル性教育（5月19日、GLORY QUEST）
- パツパツ系巨乳美女が歩くと男はみんな見る。（6月16日、GLORY QUEST）
- ザ・リアル映像 『映画館にいた変態女の後をつけ、そいつの弱みにつけこんでまわしちまった』（6月25日、ナックル）
- 特命女主任松子（7月7日、GLORY QUEST）
- マジックミラー号・逆ナンパ 奇跡のボディ 横浜みなとみらい編（7月8日、ディープス）
- 松すみれの匂いと臭い（8月8日、Fetish）
- 湯けむり家族旅行（8月12日、KMP）
- 老人病棟の性マリアさま（9月1日、GLORY QUEST）
- SPIRAL NEO 1（9月13日、MAD）
- kira☆kira BLACK GAL 黒GAL誘惑ヒッチハイク 〜ムッチリBODY激揺れIcup〜（9月19日、kira☆kira）
- キメセクしよ（9月19日、ドグマ）
- EroBody 95cm Iカップ（10月25日、flava）「スミレ」名義
- セレブ妻完堕ちレイプ 3（11月25日、御苑）
- 野外でイタズラしちゃえ（12月2日、ヤブサメ）
- ハメトーーク（12月8日、ATOM）
- あなたの為の痴語女（12月16日、映天）

2012年
- 人妻面談ドキュメント 3（2月7日、月見草）
- 95cmIカップ 爆乳ギャル本生中出し（3月1日、impact）
- 終わらない性交（3月15日、WANZ FACTORY）
- 実録 痴漢電車 III（4月19日、フェアエスト）
- ポルチオヒプノティックサロン 3（5月15日、PRINCESS M）
- kira☆kira BLACK GAL 黒ギャル巨乳騎乗位 一心不乱に腰振りロデオFUCK（6月19日、kira☆kira）
- デカ乳中出しボディ! 完全なる曲線美（6月19日、Cream Pie）
- アナタの為のマンポオナニー（7月6日、映天）
- ザ・売○営業 生保『顔射』レディー 人妻保険外交員（7月25日、SIDE-B）
- 野外露出 Volume 08（8月15日、AKEBI）
- 理想的全裸若妻 あなたご飯にする？お風呂にする？それとも…的な理想の嫁がさらに進化（9月1日、PLANET+）
- 巨乳着衣凌辱研究所 第一話 爆乳捜査官!!狂い哭く淫猥地獄（9月19日、Baby）
- グラマラスハラペーニョ この女、肉食系。（9月19日、女裸美）
- 松すみれの真正中出し風俗店 すみれのスペシャルサービスはおま○こザーメン中出し（11月13日、ARA）
- 快楽地獄 M男エステ（12月7日、OFFICE K’S）
- 美しい女の卑猥な肉体（12月17日、実録出版）
- 男の潮吹き!!-潮が出るまで連続手コキ-（12月21日、OFFICE K’S）
- JKおまんこおっぴろげオナニー（12月21日、OFFICE K’S）
- ピタッ!密着◆おうちDE真正中出し（12月29日、モブスターズ）

2013年
- 露出人妻倶楽部（1月5日、映天）
- 強制立ちイカせ（1月18日、OFFICE K’S）
- マウントフェラ（1月18日、OFFICE K’S）

### テレビ
- 妄想捜査〜桑潟幸一准教授のスタイリッシュな生活 第5話（2012年2月19日、テレビ朝日）
- せんべろ女とホルモンおやじ#02 北区のオアシス・赤羽編　 フジテレビワンツーネクスト